# Кудрявцев, Валерий Борисович
Валерий Борисович Кудрявцев (4 июля 1936, Егорьевск, Московская область, РСФСР, СССР — 23 декабря 2021) — советский и российский математик, доктор физико-математических наук. В 2008—2020 годах — директор филиала Московского государственного университета в Ташкенте.

## Биография
Валерий Кудрявцев родился 4 июля 1936 года в городе Егорьевске Московской области, в семье военнослужащего-врача. Среднюю школу окончил с золотой медалью.
В 1960 году окончил механико-математический факультет МГУ. С 1960 по 1963 год обучался в аспирантуре факультета, по окончании которой стал работать на факультете ассистентом.
В 1964 году защитил диссертацию на соискание учёной степени кандидата физико-математических наук, тема диссертации: «Вопросы полноты для некоторых функциональных систем, связанных с автоматами», научный руководитель — О. Б. Лупанов.
С 1969 г. работал руководителем группы в лаборатории проблем распознавания ВЦ РАН.
Доктор физико-математических наук (1980, научные консультанты С. В. Яблонский и О. Б. Лупанов), тема диссертации «Вопросы полноты для функциональных систем».
Преподавал на механико-математическом факультете МГУ с 1963 года, с 1966 года — доцент, профессор кафедры дискретной математики (1982—1991). С 1986 года — заведующий лабораторией проблем теоретической кибернетики, с 1991 года — заведующий кафедрой математической теории интеллектуальных систем.
Заместитель декана механико-математического факультета по научной работе и внешним связям (1976—1986).
В 2008—2020 годах — директор филиала Московского государственного университета в Ташкенте.
Скончался 23 декабря 2021 года.

## Научные интересы
Фундаментальные результаты в теории автоматов, дискретных функций, распознавания образов, баз данных и интеллектуальных систем, имеющие широкое применение в приложениях. Развил новое направление — функциональные системы автоматов.
Создал научную школу, среди его учеников более 20 докторов и свыше 50-ти кандидатов наук.

### Учебные пособия
- Лекции по теории конечных автоматов (1976),
- Введение в теорию автоматов (с соавт., 1985).
- Введение в теорию абстрактных автоматов (с соавт.) М. Изд-во МГУ. 1985. 187 с.[6].

## Награды и звания
- Заслуженный профессор Московского университета (2004).
- Заслуженный деятель науки РФ (1997).
- Почётный доктор Белградского Университета (Югославия, 1996)